# Punktierter Stumpfzangenläufer
|                                 |                                    |                 |
| Abb. 4 Seitenansicht, Männchen  |                                    |                 |
| Abb. 2: Vorderansicht, Männchen |                                    |                 |
|                                 |                                    |                 |
| Abb. 1 Ausschnitt Flügeldecke   | Abb. 3 Larve der Gattung (Reitter) | Abb. 5 Präparat |

Der Punktierte Stumpfzangenläufer, auch Punktierter Bodenkäfer (Licinus punctatulus), ist ein Käfer aus der Familie der Laufkäfer und der Unterfamilie Harpalinae.
Die Gattung Licinus ist in Europa mit vierzehn Arten vertreten, die auf zwei Untergattungen verteilt werden. Weltweit umfasst sie 29 Arten in vier Untergattungen. Die Art ist in den Roten Listen von Deutschland, von Hessen und von Thüringen als ausgestorben oder verschollen geführt (Kategorie 0), in Sachsen-Anhalt gilt sie als vom Aussterben bedroht. (Kategorie 1).

## Bemerkungen zum Namen
Der Gattungsname Stumpfzangenläufer besagt „Laufkäfer mit stumpfen Oberkiefern“. Der Käfer wurde 1792 erstmals von Fabricius unter dem Namen Carabus punctatulus beschrieben. Die aus neun Worten bestehende lateinische Charakterisierung enthält die Wendung elytris punctato substriatis (lat mit undeutlich gepunktet gestreiften Flügeldecken). Dadurch erklärt sich der Artname punctātulus (lat. schwach punktiert).
Die Gattung Licinus wurde 1802 von Latreille aufgestellt. Latreille gibt keine Erklärung für den Namen. Nach Schenkling ist
Licīnus ein römischer Eigenname.

## Beschreibung des Käfers
Der bis auf einzelne Borsten kahle Käfer ist wie alle Arten der Gattung flach und schwarz. Er wird dreizehn bis siebzehn Millimeter lang.
Der Kopf ist rundlich. Der Kopfschild ist vorn ausgerandet. Die Oberlippe besitzt eine glänzende Basalmembran, die größtenteils frei liegt. Die Oberlippe ist viel breiter als lang und vorn ausgeschnitten. Parallel zum Vorderrand verläuft eine Reihe von borstentragenden Punkten. Die kurzen Oberkiefer treffen ähnlich einer Beißzange mit der Schneide aufeinander. Diese ist stumpf, ausgerandet und durch Höcker begrenzt. Die langen viergliedrigen Kiefertaster sowie die dreigliedrigen Lippentaster sind am Ende schräg abgestutzt bis beilförmig. Die Außenlade des Unterkiefers ist zu einem zweigliedrigen dritten Taster mit spindelförmigen Endglied ausgebildet. Die elfgliedrigen, fadenförmigen Fühler sind vor den Augen über der Basis der Oberkiefer eingelenkt. Sie sind ab dem vierten Glied behaart. Der Fühler ist überall im Querschnitt kreisrund. Das dritte Fühlerglied ist kürzer als das vierte. Dadurch kann man die Gattung von schwarzen Arten der Gattung Chlaenius unterscheiden, bei denen das dritte Fühlerglied länger als das vierte ist. Über den Augen befinden sich zwei Porenpunkte, in denen je eine lange Borste entspringt (Supraorbitalborsten).
Der Halsschild ist nicht glänzend. Die Seiten sind zur Basis hin nicht herzförmig verengt, sondern stark konvex. Die Hinterecken sind sehr breit verrundet. Die Vorderecken sind etwas vorgezogen. Der Halsschild ist nach vorn und hinten etwa gleich stark verengt. Er ist deutlich breiter als lang. Die breiteste Stelle liegt kurz vor der halben Länge. Dort befinden sich auf jeder Seite ein Borstenpunkt. Die Seiten des Halsschilds werden durch einen Wulst begrenzt, der sich zur Basis hin verbreitert. Der Halsschild ist in der Nähe seiner Mitte verschwindend punktiert, entlang der Basis dagegen ist die Punktierung markant und verrunzelt.
Das Schildchen ist dreieckig stark zugespitzt.
Die Flügeldecken sind breit oval. Die Schultern sind breit abgerundet, der Seitenrand ist durch eine breite Kehle abgesetzt. Die Flügeldecken sind weder glänzend (wie bei Licinus hoffmannseggi) noch matt (wie bei Licinus silphoides), sondern wenig glänzend (fettglänzend). Sie tragen neun weitgehend parallele Streifen und zusätzlich am Schildchen einen stark verkürzten Streifen aus dicht gereihten Punkten. Diese nahtartigen Punktstreifen sind mehr oder weniger oberflächlich, nicht furchig eingesenkt (Abb. 1). Die Intervalle sind meist, aber nicht immer erhöht. Auf den Intervallen stehen einzelne, etwas grubig vertiefte Punkte, die etwas größer und viel weiter voneinander entfernt sind als die Punkte der Streifen.
Die Beine sind als typische Laufbeine mit fünfgliedrigen Tarsen ausgebildet. Die Männchen haben nur zwei erweiterte Tarsenglieder an den Vorderbeinen (Abb. 2)., während üblicherweise bei männlichen Laufkäfern mehrere Tarsenglieder erweitert sind.

## Biologie
Man findet den Käfer unter Steinen in halbtrockenen bis trockenen Biotopen in niedrigen Höhen.
Die Tiere pflanzen sich im Herbst fort. In Spanien ergab sich bei der Auswertung von Fängen in Bodenfallen in verschiedenen Lebensräumen, dass die Käfer sich zur Paarungszeit in offenen Biotopen massiv konzentrieren, bei denen eine gewisse Bodenfeuchtigkeit sich mit dem Schatten von Bäumen kombiniert.

## Verbreitung
Die Art kommt hauptsächlich im Südwesteuropa (Spanien, Portugal, Belgien, Britische Inseln, Frankreich, Deutschland, Italien, Kroatien) sowie in Marokko vor. Von den Mittelmeerinseln werden Azoren, Balearen, Kanaren, Malta, Sizilien und Sardinien angeführt. In Europa kommt der Käfer in der Unterart Licinus punctatulus granulatus vor. Nur auf den Balearen strahlt von Afrika die Stammform Licinus punctatulus punctatulus ein.